# 乌头门
乌头门是唐宋时代体现官阶等级的大门建筑，只有官阶在五品以上（唐朝）或六品以上（宋朝）的官员才可以建立乌头门。宋朝允许乌头门传子孙。

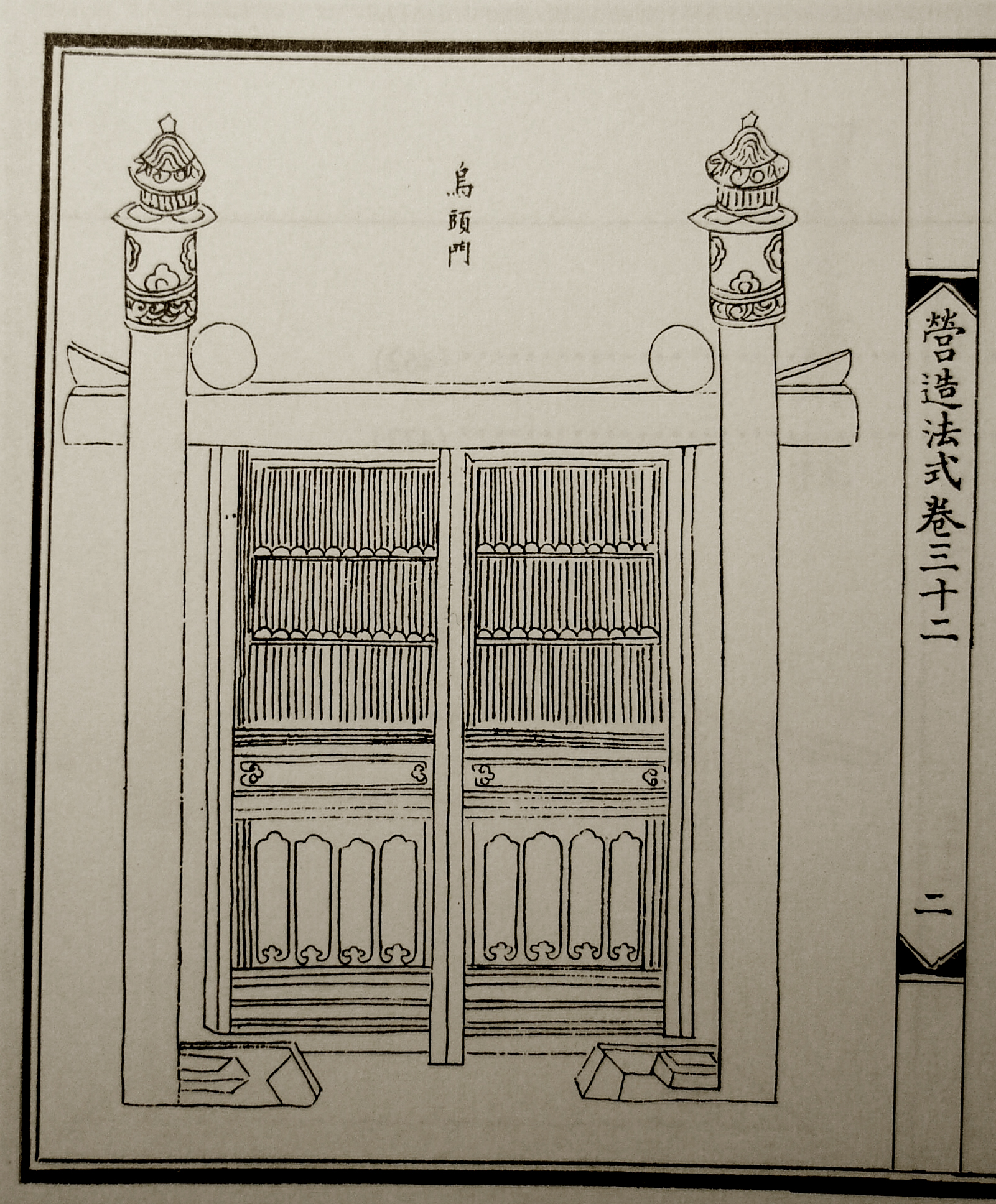
《营造法式》中的乌头门

## 起源
最早记载乌头门一词的文献是為北魏人楊衒之所撰的《洛阳伽蓝记》：
寺院墙皆施短椽，以瓦覆之，若今宫墙也。四面各开一门。南门楼三重，通三阁道，去地二十丈，形制似今端门。图以云气，画彩仙灵，列钱青璅，赫典华丽。拱门有四力士、四狮子，饰以金银，加之珠玉，庄严焕炳，世所未闻。东西两门亦皆如之，所可异者，唯楼两重。北门一道，上不施屋，似乌头门
。
唐宋两朝，对于官员的住宅规格，有严格的等级制度，官阶在五六品以下，不得用乌头门。

《唐六典》：
凡宫室之制，自天子至于士庶，各有等差。（天子之宫殿皆施重栱、藻井。王公、诸臣三品已上九架，五品已上七架，并厅厦两头；六品已下五架。其门舍三品已上五架三间，五品已上三间两厦、六品已下及庶人一间两厦。五品已上得制乌头门。若官修者，左校为之。
。宋代的官方名称，沿用“乌头门”。《宋史》：
凡公宇，栋施瓦兽，门设梐枑。诸州正牙门及城门，并施鸱尾，不得施拒鹊。六品以上宅舍，许作乌头门。父祖舍宅有者，子孙许仍之。凡民庶家，不得施重栱、藻井及五色文采为饰，仍不得四铺飞檐。庶人舍屋，许五架，门一间两厦而已
。

## 构造
乌头门通常是两个立柱，上搭一根横木，称为额，形成门框，内装对开门。五代称为 阀阅：《旧五代史》记载
正门阀阅一丈二尺， 二柱相去一丈，柱端安瓦桷墨染，号为乌头。筑双阙一丈，在乌头之南三丈七尺。夹街十有五步，槐柳成列。今举此为例，则令式不该。
。
从宋代《营造法式》卷三十二第二页记载的乌头门图，可见宋代的乌头门有两扇或独扇木门。每扇木门的宽度等于门高的一半；木门分上下截，上截安装透空竖檽，下截安装障水版。柱头安装黑色防水罐，（唐宋称为乌头），清代称为“云罐”。宋代乌头门左右两根立柱，高度由八尺至二丈二不等，宽度为柱高的百分之5，厚度为柱高的百分之3.3；立柱前后必须有“戧柱”斜撑。
《元史》、《新元史》中已不见“乌头门"一词。